# Jelena Gan
Jelena Andrejevna Gan (ryska: Елена Андреевна Ган, tyska: Helena Hahn), född Fadejeva 11 januari 1814, död 24 juni 1842, var en rysk författare. Hon var mor till Helena Blavatsky.
Gan var på 1840-talet bosatt i Poltava. Till svenska har novellen Theophania Abbiaggio översatts av Torsten Forstén.